# Jérome Bérubé
Pour les articles homonymes, voir Bérubé.
Jérome Bérubé est un conteur québécois natif de Baie-Comeau. « [Il] est un conteur d'histoires qui aime toucher à l'humain, dans ses plus belles comme dans ses pires facettes. »  

## Biographie
« Jérome Bérubé est un projecteur d'imaginaire, un conteur lumineux et un menteur créatif. Son cerveau est comparable à une encyclopédie trouée où les connaissances se connectent de façon absurde et inattendue. » Il a collaboré à de nombreux projets qui réunissaient des artistes visuels, de musiciens, de clowns, de danseurs, etc. Son travail est donc interdisciplinaire et questionne les notions d'identité profonde et de quête d'équilibre.
En 2012, il monte un spectacle intitulé L'imaginite : Contes absurdes et sensés dans lequel il présente sept contes aux univers et genres différents, mais qui ont pour source commune le point zéro de la déflagration, c'est-à-dire la tête de l'auteur. Celui-ci lui vaut le Prix à la création artistique du Conseil des arts et des lettres du Québec (CALQ) pour la région de la Côte-Nord.
En 2017, il est sélectionné par le CALQ pour représenter l'excellence artistique québécoise dans le domaine du conte à la 8e édition des Jeux de la Francophonie à Abidjan en Côte d'Ivoire. Lors de ce concours, il présente Sauf la princesse, « une réécriture moderne et mythifiée de La Belle au bois dormant dans laquelle le conteur se demande pourquoi un baiser peut dénouer l’histoire, et ce qui arriverait si ce baiser ne venait jamais. »
Il est coprésident du Regroupement du conte au Québec dans lequel il s'investit depuis 2010.
En 2018, il fait paraître avec aux côtés de Carine Kasparian, Ariane Labonté, Paul Bradley, Nicolas Rochette et Céline Jantet un recueil de contes numériques intitulé Nouvelle vague ; Contes contemporains aux éditions Planète rebelle.
En 2019, il fait paraître un nouveau spectacle intitulé Mâle en route « qui s’attaque à la définition de la masculinité québécoise actuelle. »
En plus d'avoir animé et participé à plusieurs spectacles de contes, il donne des ateliers d'initiation chez plusieurs groupes d'âge, notamment auprès des jeunes du primaire.
Aujourd'hui, il vit à Montréal « où il crée entre son territoire forestier originel et son écosystème urbain d'adoption. »

## Œuvres

### Ouvrage collectif
- Nouvelle vague. Contes contemporains (et al.), Montréal, Planète rebelle, coll. « Paroles », 2018, 152 p.  (ISBN 9782924797150)

## Prix et honneurs
- 2012 : Prix à la création artistique du Conseil des arts et des lettres du Québec (CALQ) pour la région de la Côte-Nord. (pour son spectacle L'imaginite : Contes absurdes et sensés)